# Zidedê-de-asa-cinza
Formigueirinho-d'asa-cinzenta ou zidedê-de-asa-cinza (nome científico: Euchrepomis spodioptila) é uma espécie de pássaro pertencente à família dos tamnofilídeos. Pode ser encontrada na região amazônica. Seu habitat natural é de florestas subtropicais ou tropicais úmidas de baixa altitude.

## Subespécies
Existem três subespécies:
- E. s. signata (Zimmer, JT, 1932) – sudeste da Colômbia, leste do Equador, nordeste do Peru e noroeste do Brasil
- E. s. spodioptila (Sclater, PL & Salvin, 1881) – sul da Venezuela, Guianas e centro-norte do Brasil
- E. s. meridionalis (Snethlage, E, 1925) – centro sul da Amazônia do Brasil